# Musbah bint Nasser
Musbah bint Nasser (arabo: مصباح بنت ناصر, "lampo di luce"; La Mecca, 1884 – Irbid, 15 marzo 1961) è stata la prima regina consorte di Giordania, dal 1946 al 1951, come moglie del re Abd Allah I.

## Biografia
Musbah bint Nasser, sharifa, nacque nel 1884 a La Mecca, nell'allora Impero ottomano. Era figlia dell'Emiro Nasser Pasha, Sharif della Mecca, e di sua moglie Dilber Khanum. Aveva una sorella gemella minore, Huzayma, futura regina consorte di Siria e Iraq. Nel 1904, a Istanbul, in una doppia cerimonia con sua sorella, sposò Sayyid Abdüllah, da cui ebbe un figlio e due figlie, mentre Huzayma sposò Faysal ibn Husayn.
Negli anni seguenti, Abdüllah prese altre due mogli, da cui nacquero altri tre figli. Tuttavia, in quando prima consorte, solo Musbah poté condividere col marito i suoi titoli, prima come Emira di Transgiordania e poi come Regina di Giordania. Alla morte del marito nel 1920, suo figlio Talal divenne il nuovo re, sotto la reggenza del fratellastro minore a causa dei suoi problemi mentali, il che rese Musbah la regina madre di Giordania. Tuttavia, appena un anno dopo Talal fu forzato ad abdicare a favore di suo figlio Husayn. Musbah morì il 15 marzo 1961 a Irbid.

## Discendenza
Dal suo matrimonio, Musbah ebbe un figlio e due figlie:
- Haya bint Abdüllah di Giordania (1907 - 1990). Sposò Abdul-Karim Ja'afar Zeid Dhaoui.
- Talal I di Giordania (1909 - 1972). Succedette a suo padre sul trono, ma, soffrendo di schizofrenia, fu prima posto sotto la reggenza del fratellastro e poi, dopo un solo anno di regno, forzato ad abdicare a favore del figlio.
- Münira bint Abdüllah di Giordania (1915 - 1987). Nubile e senza discendenza.

## Titoli e trattamento
- 1884 – 1904: Sharifa Musbah bint Nasser
- 1904 – 1⁰ aprile 1921: Sua Altezza Reale la Principessa Musbah Al-Abdullah
- 1⁰ aprile 1921 - 25 maggio 1946: Sua Altezza Reale l'Emira di Transgiordania
- 25 maggio 1946 – 20 luglio 1951: Sua Maestà la Regina di Giordania
- 20 luglio 1951 - 11 agosto 1952: Sua Maestà la Regina Madre
- 11 agosto 1952 - 15 marzo 1961: Sua Maestà la Regina Musbah